# LRV (対数減少値)
LRV (Logarithmic Reduction Value) は、主に濾過を含む滅菌行程の菌類捕獲性能を示す時に用いられる指数。対数減少値のほか、対数低減値とも言う。 

## 概要
除染プロセスが汚染物質の 濃度をどの程度徹底的に削減するかの尺度でこれはプロセス前後の汚染レベルの比率の常用対数として定義されているため、1の増分は、濃度が10倍減少することに対応。工程前に菌を添加し、工程前の菌の力価と工程後の力価を測定し、その減少度を対数（log10値）で表したもの。 
例えば、LRV8は10^9あった菌が10^1になった、すなわち1億分の1に減少したことを示す。
また、LRV≧8とは、指標菌を1cm2当たり10^8個（100,000,000個）を1次側から濾過し、2次側から出てくる菌は1個以下ということを示す。
一般的に、 n -logの削減とは、残存する汚染物質の濃度が元の濃度の10 - n倍であることを意味するので、たとえば、0対数削減はまったく削減されないが、1対数削減は元の濃度から90パーセントの削減に対応し、2対数削減は元の濃度から99パーセントの削減に対応 

## 数学的定義
c B c cが定義されたプロセス後、それぞれの前後の所与の汚染物質濃度数値とするが、どちらも同じ単位を使用する場合、これらの濃度がどの単位で与えられるかは無関係である。 
次に、 Rログの削減が達成される。すなわち 
R = log10 cb − log10 ca = − log10 (ca / cb).
表示の目的で、 Rの値は、通常は整数に、希望する精度に切り捨てられる。 
例
汚染物質の濃度を、処理前は580 ppm、処理後は0.725 ppmとする。 その後
R = − log10 (0.725/580) = − log10 0.00125 = 2.903...
Rは2に切り捨てられるため、2対数の削減が達成される。 逆に、 R -logの削減は、10 R 1の削減が達成されたことを意味する。

## ログ削減とパーセンテージ削減
多くの場合、削減はパーセンテージで表される。 100％に近いほど良好なのを示す。 c bとc aを以前と同様にすると、 P ％の削減が達成されている。 
{\displaystyle P=100~\times ~{\frac {c_{\mathrm {b} }-c_{\mathrm {a} }}{c_{\mathrm {b} }}}.} 
例
前の例のように、染物質の濃度が処理前は580 ppm、処理後は0.725 ppmであるとすると、その後は
{\displaystyle P~=~100~\times ~{\frac {580-0.725}{580}}~=~100~\times ~0.99875~=~99.875.}
したがって、これは99％の削減（より良い）となるが、99.9％の削減ではない。
一般に、 Rが整数の場合、 R -logの削減は、 R先頭の数字が9である割合の削減に対応（ただし、少なくとも10％の場合）。 